# David Heyman
David Jonathan Heyman (Londra, 26 luglio 1961) è un produttore cinematografico britannico, noto per essere il fondatore della Heyday Films e per aver prodotto tutti gli otto film della saga di Harry Potter.

## Carriera
David Heyman aveva da poco aperto una piccola casa di produzione cinematografica a Londra (Heyday Films). Aveva deciso di riservare all'adattamento dei libri una parte significativa del suo business, soprattutto perché, come racconta lui stesso, leggere è sempre stata una sua grande passione. All'inizio del 1997 uno dei suoi associati gli propose un romanzo: Harry Potter e la Pietra Filosofale, allora libro ancora inedito. Chiese informazioni sul romanzo e si sentì intrigato, cominciò a leggerlo la notte stessa. Appassionato al progetto com'era, condivise il manoscritto con l'amico d'infanzia Lionel Wigram, dirigente della Warner Bros. di Los Angeles. In quel periodo infatti la compagnia di produzione di Heyman aveva un accordo con la Warner Bros. in base al quale si impegnava a concedere allo studio la prima visione dei materiali che giudicava avessero il potenziale per diventare un film.
All'inizio del 1998 l'accordo viene siglato e Heyman e Wigram si mettono al lavoro per la produzione di quella che diventerà una saga storica.
Nel 2016 ritorna a lavorare alla saga di Harry Potter, producendone il film prequel Animali fantastici e dove trovarli e i successivi capitoli, oltre alla serie televisiva per HBO Max, basata sui romanzi di J. K. Rowling.

## Filmografia

### Produttore

#### Cinema
- Juice, regia di Ernest R. Dickerson (1992)
- The Stöned Age, regia di James Melkonian (1994)
- Assalto a San Pedro (Blind Justice), regia di Richard Spence (1994)
- L'amante in città (The Daytrippers), regia di Greg Mottola (1996)
- L'insaziabile (Ravenous), regia di Antonia Bird (1999)
- Harry Potter e la pietra filosofale (Harry Potter and the Philosopher's Stone), regia di Chris Columbus (2001)
- Harry Potter e la camera dei segreti (Harry Potter and the Chamber of Secrets), regia di Chris Columbus (2002)
- Identità violate (Taking Lives), regia di D.J. Caruso (2004)
- Harry Potter e il prigioniero di Azkaban (Harry Potter and the Prisoner of Azkaban), regia di Alfonso Cuarón (2004)
- Harry Potter e il calice di fuoco (Harry Potter and the Goblet of Fire), regia di Mike Newell (2005)
- Harry Potter e l'Ordine della Fenice (Harry Potter and the Order of the Phoenix), regia di David Yates (2007)
- Io sono leggenda (I Am Legend), regia di Francis Lawrence (2007)
- Il bambino con il pigiama a righe (The Boy in the Striped Pyjamas), regia di Mark Herman (2008)
- Is Anybody There?, regia di John Crowley (2008)
- Yes Man, regia di Peyton Reed (2008)
- Harry Potter e il principe mezzosangue (Harry Potter and the Half-Blood Prince), regia di David Yates (2009)
- Harry Potter e i Doni della Morte - Parte 1 (Harry Potter and the Deathly Hallows - Part 1), regia di David Yates (2010)
- Harry Potter e i Doni della Morte - Parte 2 (Harry Potter and the Deathly Hallows - Part 2), regia di David Yates (2011)
- Come ti spaccio la famiglia (We're the Millers), regia di Rawson Marshall Thurber (2013)
- Gravity, regia di Alfonso Cuarón (2013)
- Paddington, regia di Paul King (2014)
- Testament of Youth, regia di James Kent (2014)
- Animali fantastici e dove trovarli (Fantastic Beasts and Where to Find Them), regia di David Yates (2016)
- La luce sugli oceani (The Light Between Oceans), regia di Derek Cianfrance (2016)
- Paddington 2, regia di Paul King (2017)
- Animali fantastici - I crimini di Grindelwald (Fantastic Beasts: The Crimes of Grindelwald), regia di David Yates (2018)
- C'era una volta a... Hollywood (Once Upon a Time in... Hollywood), regia di Quentin Tarantino (2019)
- Storia di un matrimonio (Marriage Story), regia di Noah Baumbach (2019)
- Il giardino segreto (The Secret Garden), regia di Marc Munden (2020)
- Animali fantastici - I segreti di Silente (Fantastic Beasts: The Secrets of Dumbledore), regia di David Yates (2022)
- Rumore bianco (White Noise), regia di Noah Baumbach (2022)
- Barbie, regia di Greta Gerwig (2023)
- Wonka, regia di Paul King (2023)
- Jay Kelly, regia di Noah Baumbach (2025)

#### Televisione
- Threshold – serie TV, 5 episodi (2005)
- Awkward Situation for Men, regia di Andy Ackerman – film TV (2010)
- Page Eight, regia di David Hare – film TV (2011)
- The Thirteenth Tale, regia di James Kent – film TV (2013)
- Turks & Caicos, regia di David Hare – film TV (2014)
- In guerra tutto è concesso (Salting the Battlefield), regia di David Hare – film TV (2014)
- The Long Song – serie TV, 3 episodi (2018)
- The InBetween – serie TV, 2 episodi (2019)
- Le avventure di Paddington (The Adventures of Paddington) – serie TV, 24 episodi (2019-2020)
- Clickbait, regia di Brad Anderson, Emma Freeman, Ben Young e Cherie Nowlan – miniserie TV (2021)
- The Capture – serie TV, 12 episodi (2019-2022)
- Apples Never Fall, regia di Chris Sweeney e Dawn Shadforth – miniserie TV (2024)

#### Cortometraggi
- Aningaaq, regia di Jonás Cuarón (2013)

### Attore
- Un uomo in vendita (Bloomfield), regia di Richard Harris (1971)
- Cookin', regia di Micky Hohl - cortometraggio (1998)
- L'insaziabile (Ravenous), regia di Antonia Bird (1999)
- Whipped - Ragazzi al guinzaglio (Whipped), regia di Peter M. Cohen (2000)
- Harry Potter e il prigioniero di Azkaban (Harry Potter and the Prisoner of Azkaban), regia di Alfonso Cuarón (2004)
- Heartless, regia di Mike Beamer - cortometraggio (2006)
- Harry Potter e l'Ordine della Fenice (Harry Potter and the Order of the Phoenix), regia di David Yates (2007)
- Harry Potter e i Doni della Morte - Parte 2 (Harry Potter and the Deathly Hallows - Part 2), regia di David Yates (2011)
- Harry Potter 20º anniversario - Ritorno a Hogwarts (Harry Potter 20th Anniversary: Return to Hogwarts), regia di Eran Creevy, Joe Pearlman, Giorgio Testi – film TV (2022)

#### Regista, sceneggiatore e produttore
- Warriors – serie TV (2023)

## Riconoscimenti

### Premio Oscar
- 2014 - Candidatura al miglior film per Gravity
- 2020 - Candidatura al miglior film per Storia di un matrimonio
- 2020 - Candidatura al miglior film per C'era una volta a... Hollywood
- 2024 - Candidatura al miglior film per Barbie

### Premio Emmy
- 2022 - Candidatura al miglior varietà speciale (pre-registrato) per Harry Potter 20º anniversario - Ritorno a Hogwarts

### BAFTA Film Award
- 2002 - Candidatura al miglior film britannico per Harry Potter e la pietra filosofale
- 2005 - Candidatura al miglior film britannico per Harry Potter e il prigioniero di Azkaban
- 2014 - Candidatura al miglior film per Gravity
- 2014 - Miglior film britannico per Gravity
- 2015 - Candidatura al miglior film britannico per Paddington
- 2017 - Candidatura al miglior film britannico per Animali fantastici e dove trovarli
- 2018 - Candidatura al miglior film britannico per Paddington 2
- 2020 - Candidatura al miglior film per C'era una volta a... Hollywood

### BAFTA Children's Award
- 2002 - Candidatura al miglior film per Harry Potter e la pietra filosofale
- 2003 - Candidatura al miglior film per Harry Potter e la camera dei segreti
- 2004 - Miglior film per Harry Potter e il prigioniero di Azkaban
- 2011 - Miglior film per Harry Potter e i Doni della Morte - Parte 2

### British Academy Television Awards
- 2012 - Candidatura al miglior film TV per Page Eight

### Gotham Independent Film Awards
- 2019 - Miglior film per Storia di un matrimonio
- 2019 - Premio del pubblico per Storia di un matrimonio